# Artviže
Artviže (wł. Artuise, niem. Artvische) – wieś w gminie Hrpelje-Kozina w słoweńskim regionie Przymorze. Znajduje się na wzgórzach Brkini na 786,9 m n.p.m., 10,2 km od stolicy gminy i 14,3 km od granicy włoskiej.
Podczas rządów habsburskich Artviže były osobną gminą.
Kościół w osadzie nosi wezwanie lokalnego świętego, Socerba (wł. Servolo), który mieszkał w jaskini w pobliżu wsi Socerb (wł. San Servolo) i należy do parafii Brezovica.